# Aos Pedaços
Aos Pedaços é um filme de drama brasileiro de 2025 dirigido por Ruy Guerra a partir de um roteiro escrito pelo próprio Guerra em colaboração com Luciana Mazzotti. O filme explora a complexa vida de Eurico Cruz (Emílio de Mello), um homem que mantém relacionamentos secretos com duas mulheres chamadas Ana (Simone Spoladore e Christiana Ubach), vivendo em casas idênticas situadas em locais distintos: uma no deserto e outra à beira-mar. A narrativa se aprofunda na paranoia de Eurico após receber um bilhete ameaçador assinado por "A.", levando-o a suspeitar de suas parceiras.
Aos Pedaços teve sua première mundial em 28 de janeiro de 2020 no Festival Internacional de Cinema de Roterdão e foi lançado nos cinemas do Brasil em 13 de fevereiro de 2025. De maneira geral, o filme foi reconhecido como uma obra que desafia convenções e exige um público disposto a se engajar em uma experiência cinematográfica intensa e reflexiva. A recepção crítica varia, com alguns apreciando a profundidade artística e a experimentação, enquanto outros apontam para aspectos que podem tornar a experiência menos acessível.
O filme foi premiado no Festival de Cinema de Gramado, recebendo os prêmios de melhor direção, fotografia e som.

## Premissa
Eurico Cruz (Emílio de Mello) desperta inquieto, dominado por uma sensação incômoda de que algo está prestes a acontecer. Ele leva uma vida dupla cuidadosamente equilibrada, transitando constantemente entre duas casas idênticas, separadas por cenários opostos: uma erguida no meio de um deserto árido e a outra situada em uma praia tropical. Em cada uma dessas casas, ele mantém uma relação conjugal distinta — com Ana (Simone Spoladore) em um lugar, e com Anna (Christiana Ubach) no outro.
Dentro desse mundo simetricamente construído, onde espaços e rotinas se refletem como num jogo de espelhos, Eurico vê sua existência meticulosamente organizada começar a ruir quando recebe a inesperada e enigmática visita de Eleno (Julio Adrião). A presença desse visitante traz um peso sinistro ao seu cotidiano, mas o verdadeiro choque vem na forma de um bilhete misterioso, que não deixa espaço para dúvidas: alguém o condenou à morte.
A partir desse momento, a paranoia se instala. Quem teria escrito a mensagem? Seria Ana? Seria Anna? Ou alguma outra figura oculta em sua trama de vidas paralelas? Preso entre a angústia da incerteza e a claustrofobia de um mundo onde tudo parece se repetir, Eurico se vê mergulhado em uma espiral de desconfiança e medo, na qual cada detalhe do cotidiano pode esconder uma ameaça iminente.

## Elenco
- Emílio de Mello como Eurico Cruz: O protagonista que vive entre duas casas idênticas, mantendo relacionamentos paralelos com duas mulheres chamadas Ana e Anna.
- Simone Spoladore como Ana: Uma das esposas de Eurico, residente em uma das casas.
- Christiana Ubach como Anna: A outra esposa de Eurico, habitante da segunda casa.
- Julio Adrião como Eleno: Um visitante enigmático cuja chegada desencadeia eventos perturbadores na vida de Eurico.
- Arnaldo Antunes como Narrador: Fornece a narração que guia o público através da psique e dos dilemas do protagonista.

## Produção

### Concepção e Desenvolvimento
Originalmente concebido como um romance, o enredo foi adaptado para o cinema por Ruy Guerra em parceria com Luciana Mazzotti. A trama aborda temas como paranoia, dualidade e os tormentos existenciais do protagonista, refletindo uma estrutura que mescla elementos teatrais e cinematográficos.

### Filmagens
As filmagens ocorreram no final de 2018, com locações em Cataguases, Minas Gerais, e Maricá, Rio de Janeiro. Em Cataguases, Ruy Guerra escolheu duas casas de arquitetura modernista no centro da cidade para representar as residências das personagens. A produção contou com cerca de 80 profissionais, incluindo equipes do Rio de Janeiro e da Zona da Mata Mineira.
Em Maricá, as cenas foram gravadas na Restinga da Barra e no Recanto, em Itaipuaçu, locais que proporcionaram os cenários de deserto e oceano necessários para a narrativa. As filmagens em Maricá também ocorreram em dezembro de 2018, com apoio da Secretaria de Cultura local.
Além de Emílio de Mello no papel principal, o elenco conta com Simone Spoladore e Christiana Ubach interpretando as duas Anas. A direção de arte ficou a cargo de Cedric Aveline, enquanto a fotografia foi assinada por Pablo Baião. A produção foi realizada por Janaína Diniz Guerra, da Kinossaurus Filmes, com assistência de direção de Dandara Guerra.

## Lançamento
Aos Pedaços teve sua première mundial em 28 de janeiro de 2020 no Festival Internacional de Cinema de Roterdão, nos Países Baixos, um dos cinco festivais de cinema mais importantes do mundo, levando as paisagens de Maricá para o público europeu. Em setembro, participou da seleção oficial do Festival de Cinema de Gramado, no Rio Grande do Sul. Em 4 de outubro de 2020, fez sua estreia na Rússia participando do Festival Internacional de Cinema de Moscou, na capital do país.
Comercialmente, o filme fez sua estreia nos cinemas do Brasil em 13 de fevereiro de 2025 pela Pandora Filmes.

## Recepção

### Resposta da crítica
Aos Pedaços recebeu uma variedade de críticas que destacam tanto seus aspectos positivos quanto negativos. Alguns críticos destacaram a ousadia e a profundidade artística da obra. O website Plano Aberto observou que o filme dá sequência aos jogos de cena quase teatrais de Ruy Guerra, ressaltando o uso intencional do preto e branco e uma mise en scène que remete ao teatro. A crítica também elogia momentos em que Guerra orquestra imagens interessantes e captura fluxos de consciência das personagens.
Outros críticos reconheceram a proposta arrojada do filme, mas apontaram desafios em sua execução. O Papo de Cinema destacou que, embora seja revigorante ver cineastas veteranos apresentando projetos ousados, a formalidade artificial e os monólogos prolongados podem tornar a experiência cansativa, resultando em uma jornada difícil de ser acompanhada.
Por outro lado, algumas críticas foram mais contundentes em suas observações. O Vertentes do Cinema mencionou que, apesar de Ruy Guerra ser um dos maiores gênios do cinema, Aos Pedaços apresenta uma construção pragmática que se perde em referências e ciclos repetitivos, resultando em uma obra que pode afastar o espectador devido à sua monotonia e diálogos que não levam a lugar nenhum.

### Prêmios e indicações
| Lista de prêmios e indicações | Lista de prêmios e indicações | Lista de prêmios e indicações                 | Lista de prêmios e indicações | Lista de prêmios e indicações | Lista de prêmios e indicações |
| Premiação                     | Data da cerimônia             | Categoria                                     | Indicação                     | Resultado                     | Ref.                          |
| ----------------------------- | ----------------------------- | --------------------------------------------- | ----------------------------- | ----------------------------- | ----------------------------- |
| Festival de Cinema de Gramado | 26 de setembro de 2020        | Melhor Direção                                | Ruy Guerra                    | Venceu                        | [ 4 ]                         |
| Festival de Cinema de Gramado | 26 de setembro de 2020        | Melhor Direção de Fotografia / Cinematografia | Pablo Baião                   | Venceu                        | [ 4 ]                         |
| Festival de Cinema de Gramado | 26 de setembro de 2020        | Melhor Som                                    | Bernardo Uzeda                | Venceu                        | [ 4 ]                         |